# مطار جرندة كوستا برافا
مطار جرندة كوستا برافا (إياتا: GRO، إيكاو: LEGE)(بالقطلونية: Aeroport de Girona-Costa Brava)(بالإسبانية: Aeropuerto de Gerona-Costa Brava)‏، هو مطار دولي يقع على بعد 12. 5 كم (7.8 ميل) جنوب غرب مدينة جرندة، بجوار قرية صغيرة من فيلوفي دي أونيار، في شمال شرق كاتالونيا، إسبانيا.
. تأسس في 1965. يعد واحد من أهم المطارات بمنطقة كتالونيا بالإضافة إلى مطار برشلونة الدولي. تم فتح المطار في عام 1965 ولم يعرف ارتفاعاً في عدد المسافرين الا مؤخراً عندما اتخذت منه شركة رايان إير واحداً من مراكز عملياتها (hub).

## شركات الطيران والوجهات
تقدم شركات الطيران التالية رحلات إلى مطار جرندة:

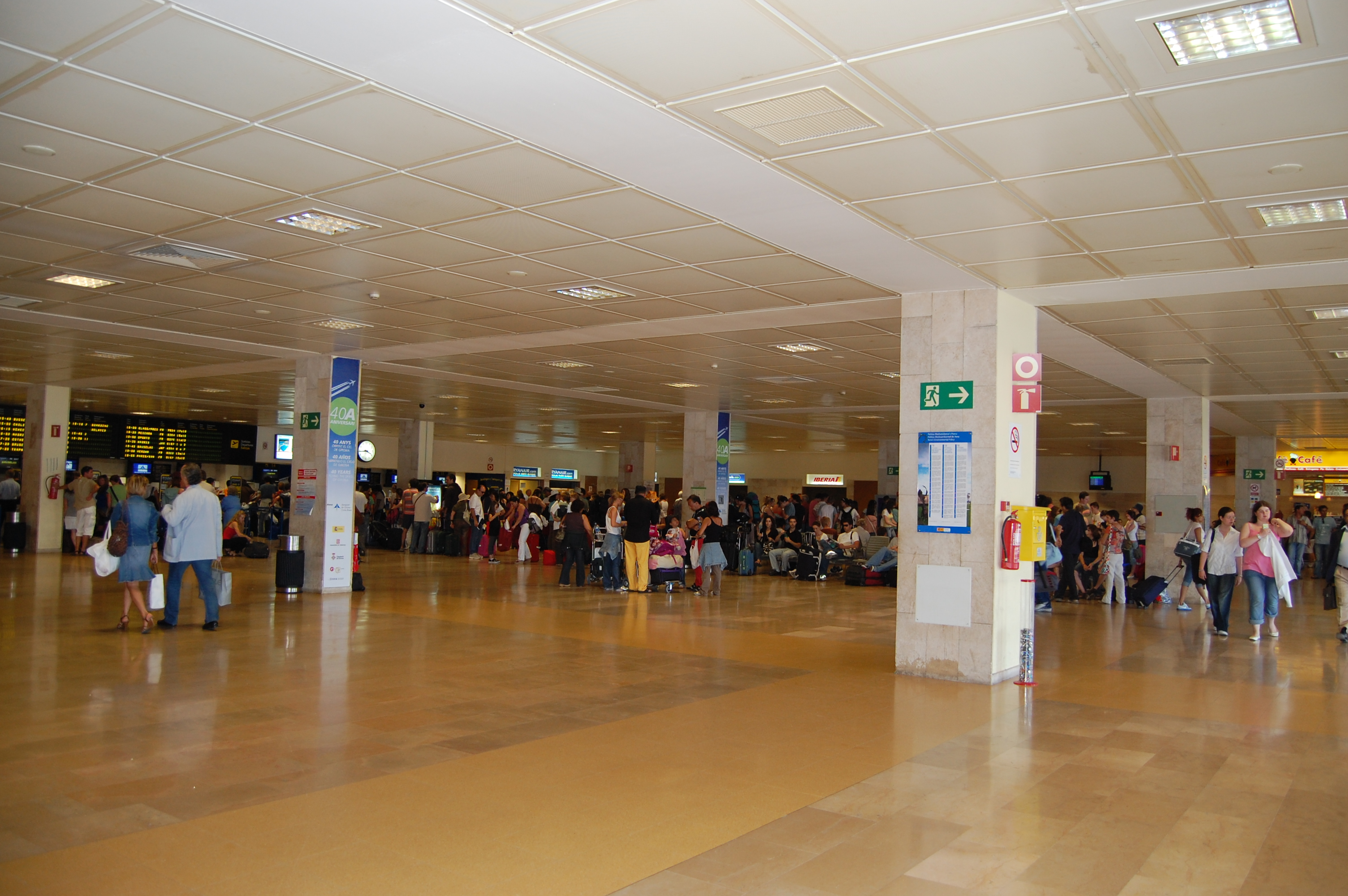
منطقة تسجيل الوصول

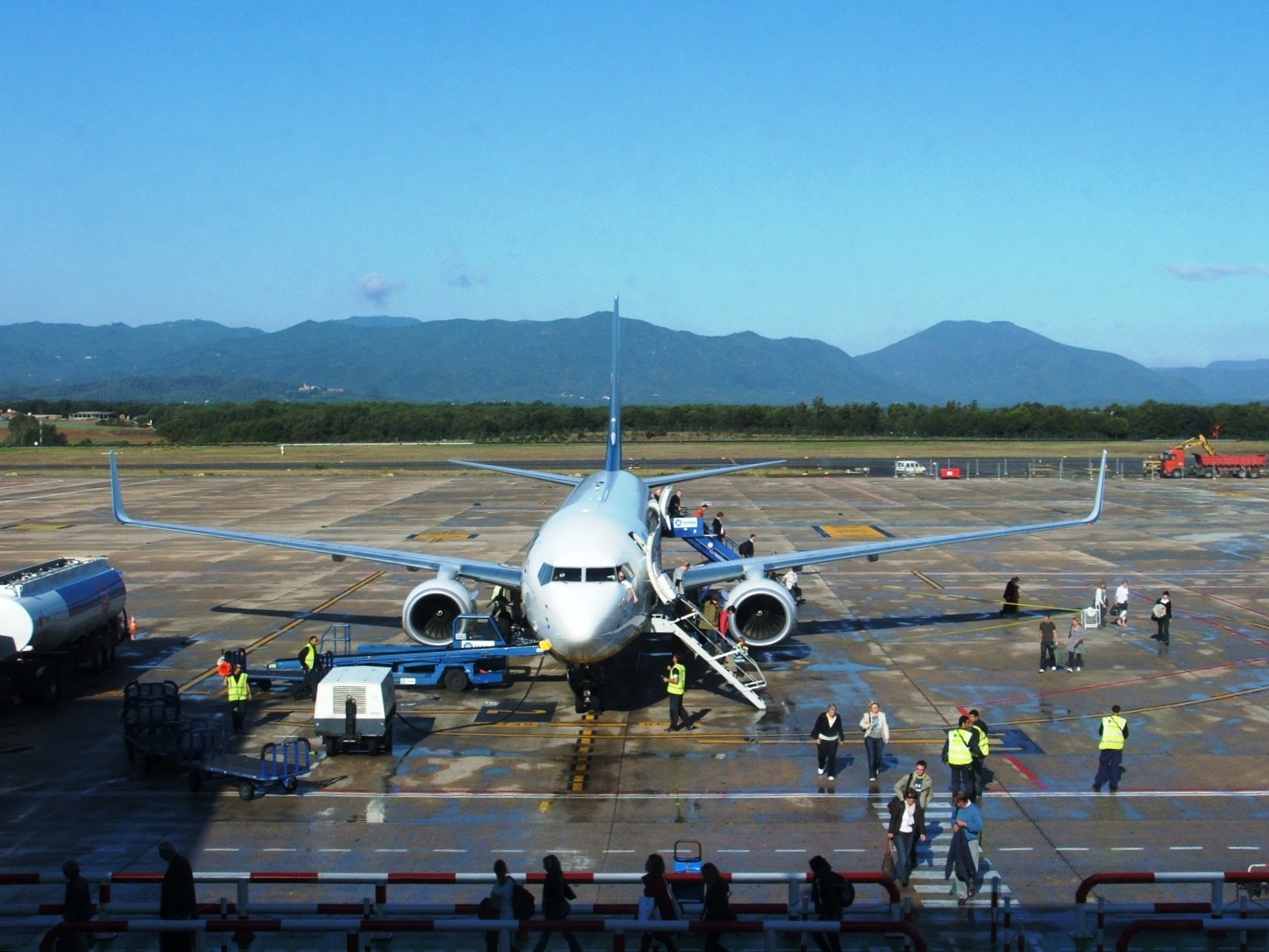
منظر المطار

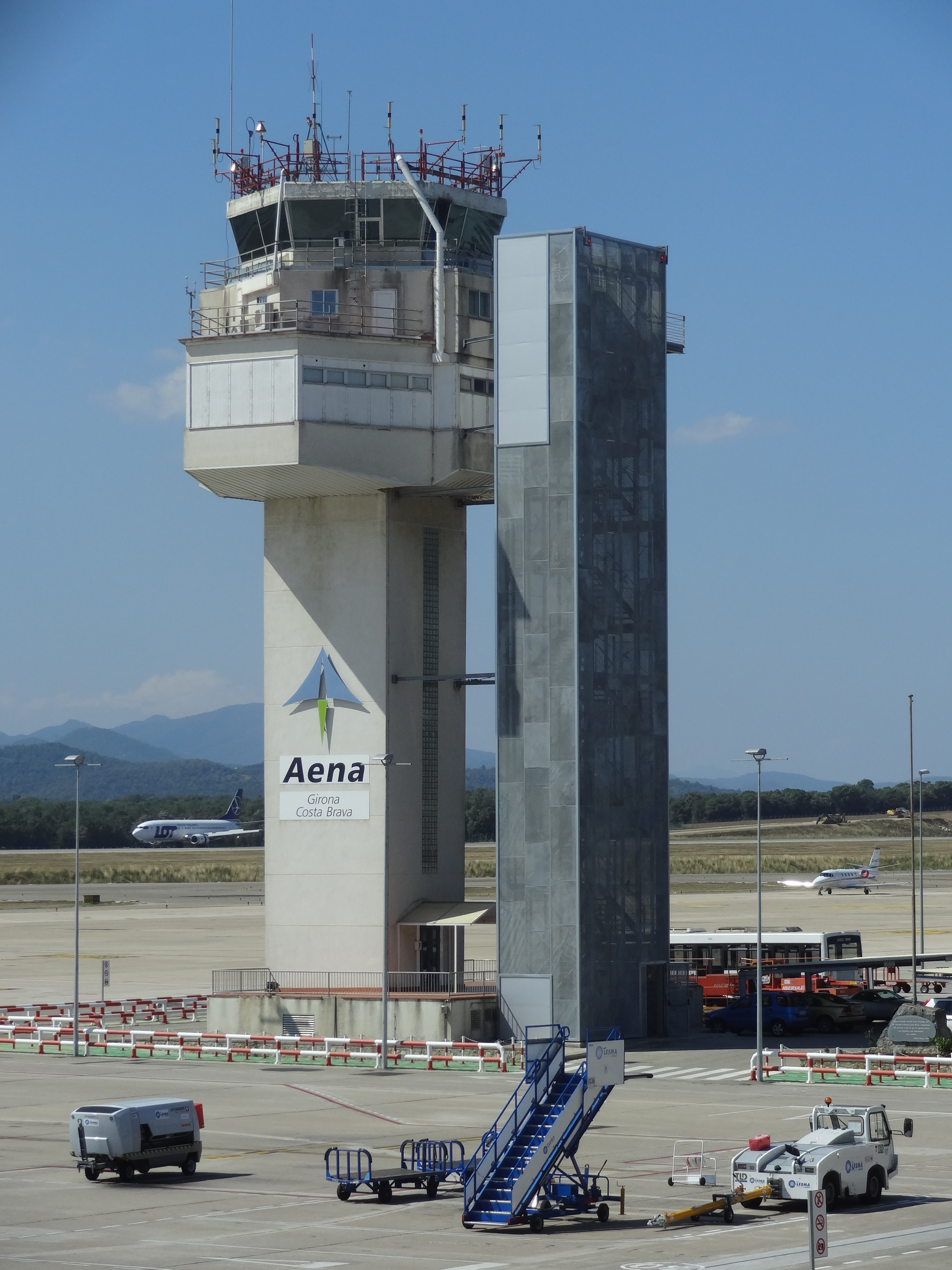
برج المراقبة

| شركـات طيـران             | الوجهات |
| ------------------------- | --- |
| Enter Air                 | موسمي عارض: مطار غدانسك ليخ فاونسا، مطار كاتوفيتشي، Poznań |
| جيت تو دوت كوم            | موسمي: مطار برمينغهام، مطار بريستول، East Midlands ‏، مطار غلاسكو الدولي (تبدأ في 28 مايو 2023)، Leeds/Bradford، مطار لندن ستانستد، مطار مانشستر، مطار نيوكاسل |
| خطوط لوت الجوية البولندية | موسمي عارض: مطار كاتوفيتشي، مطار وارسو فريدريك شوبان |
| رايان إير                 | مطار بلفاست الدولي، مطار برمينغهام، مطار بروكسل شارلروا الجنوب، مطار كارلسروه/بادن-بادن، مطار كراكوف، مطار لندن ستانستد، مطار نورمبرغ، مطار بيزا الدولي، مطار ويزي موسمي: مطار بوفيه - تيه، Bournemouth، مطار بريستول، مطار بروكسل الدولي، Cork، مطار دبلن الدولي، East Midlands ‏، مطار آيندهوفن، مطار فرانكفورت هان، مطار هلسنكي فانتا، Knock، Leeds/Bradford، مطار مانشستر، مطار ميمينجين، مطار أبروتسو الدولي، Poznań، مطار ريغا الدولي، Santiago de Compostela ‏، Shannon، مطار فروتسواف |
| خطوط ترافل سيرفس الجوية   | موسمي: مطار وارسو فريدريك شوبان موسمي عارض: مطار كاتوفيتشي، مطار فاكلاف هافيل الدولي |
| ترانسافيا                 | موسمي: مطار سخيبول أمستردام، مطار روتردام لاهاي |
| توي للطيران               | موسمي: مطار برمينغهام، مطار غاتويك، مطار مانشستر |
| توي فلاي بلجيكا           | موسمي: مطار بروكسل الدولي |